# Kęstutis

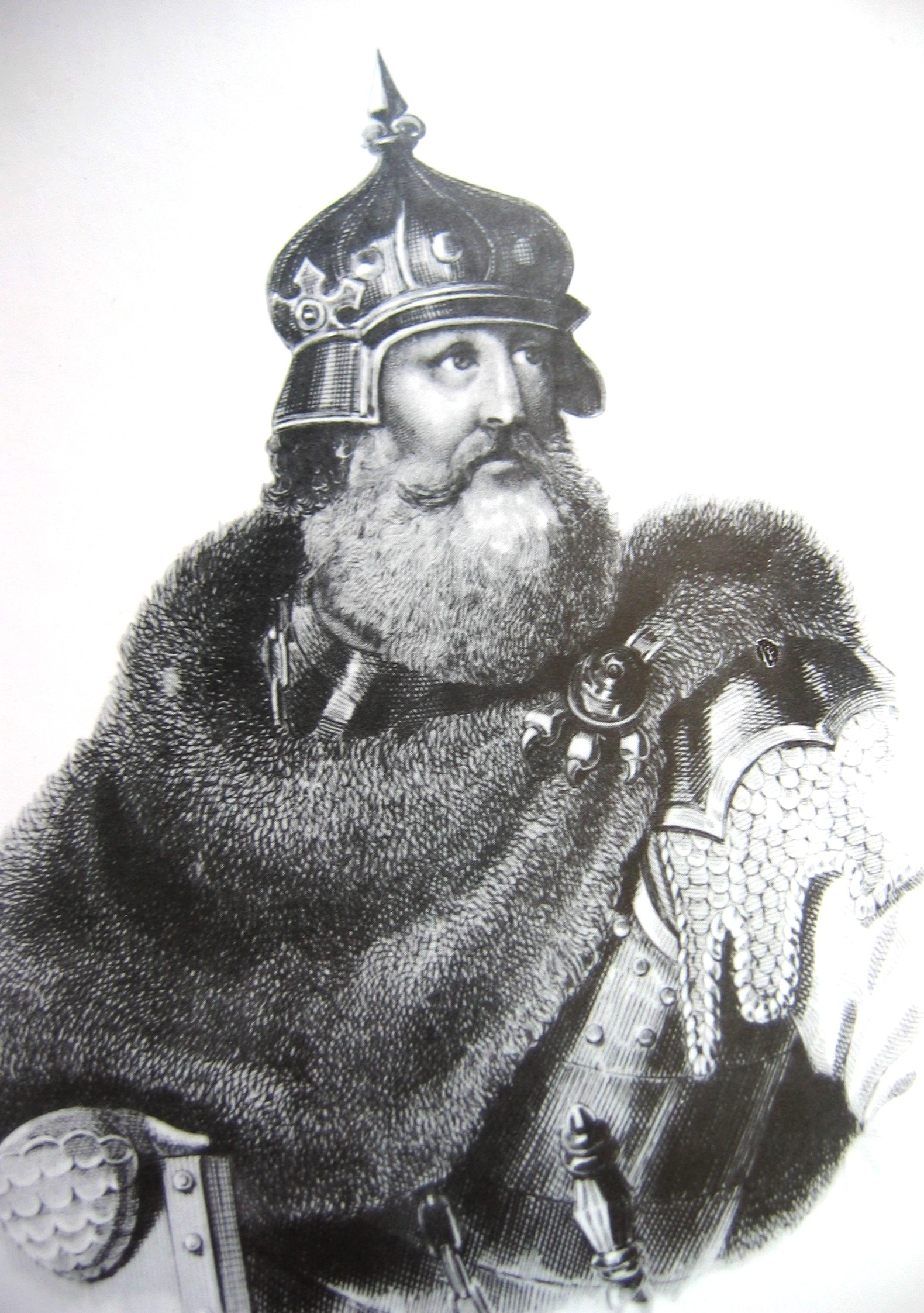
Retrat imaginari de Kęstutis

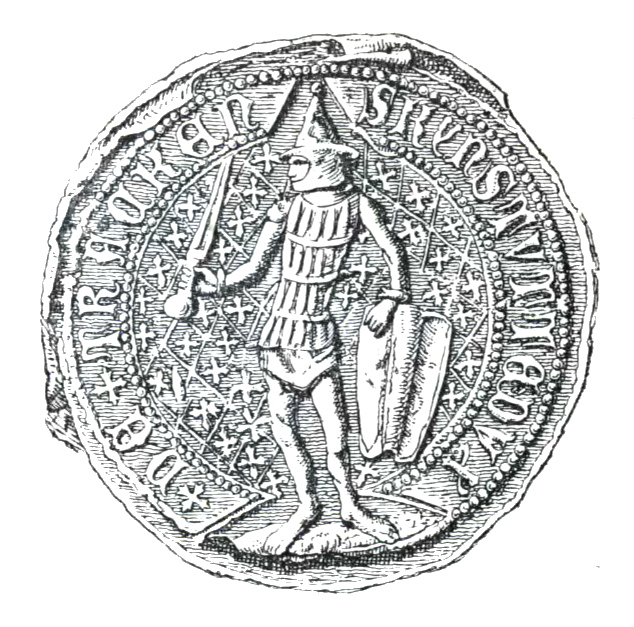
Segell de Kęstutis de 1379

Kęstutis (en belarús: Кейстут; circa 1297 - Kreva, 3/15 d'agost de 1382) fou Duc de Trakai i Gran Duc de Lituània de 1342 a 1382, –junt amb el seu germà Algirdas (fins a 1377, i amb el seu nebot Jogaila fins a 1381–. Governava sobre els lituans i els rutès. El nom Kęstutis es deriva de l'antiga forma del nom Kęstas, apòcope de noms lituans com  Kęstaras, Kęstautas (a on Kęs-ti  significa «adaptar-se»). Fonts històriques escrites reflecteixen diferents pronúncies lituanes.

## Joventut i divisió de poder
Kęstutis era fill del gran duc Gediminas. El seu germà petit, Jaunutis, va succeir al seu pare com Gran Duc de Lituània. Junt amb el seu germà Algirdas, Kęstutis va conspirar per destronar a Jaunutis, amb èxit. Van dividir les seves possessions en dues esferes d'influència, l'oriental i l'occidental. El ducat de Trakai va ser establert el 1337 de resultes d'aquesta divisió, en la zona occidental. Kęstutis va organitzar la defensa de la Lituània occidental i Samogítia contra els Cavallers Teutònics, organitzant alhora campanyes de saqueig contra ells mateixos.

## Co-governant de Lituània
En la seva lluita a les fronteres occidentals del Gran Ducat de Lituània, Kęstutis va utilitzar mitjans tant diplomàtics com militars. El 1349, per evitar noves lluites amb l'Orde Teutònic, va iniciar negociacions amb el papa Climent VI per a la cristianització de Lituània, rebent la promesa de la corona reial per a ell i els seus fills. Algirdas voluntàriament va romandre al marge de l'assumpte, ja que estava ocupat amb la implementació de l'orde a la part rutena de l'estat. L'intermediari en les negociacions, el rei polonès Casimir III, va realitzar un assalt inesperat sobre Volínia i Brest a l'octubre de 1349 que va espatllar el pla de Kęstutis. Durant la guerra polonès lituana per Volínia, el rei Lluís I d'Hongria va fer un acord de pau amb Kęstutis el 15 d'agost de 1351 pel qual aquest s'obligava a acceptar el cristianisme i donar suport al Regne d'Hongria, en canvi de la corona reial. L'acord va ser aprovat amb un ritual pagà per part de Kęstutis per convèncer l'altre bàndol. De fet, Kęstutis no tenia intencions de complir l'acord i va fugir en el seu viatge a Buda.

## Guerra civil i mort
Algirdas va morir el 1377 i va deixar el tron a Jogaila, el fill gran del seu segon matrimoni amb Uliana de Tver. Kęstutis i el seu fill Vitautas van reconèixer l'autoritat de Jogaila quan el seu dret a l'herència va ser disputat per Andréi de Pólotsk, el fill gran del primer matrimoni amb Maria de Vítsiebsk. Els Cavallers Teutònics van continuar la seva croada contra la pagana Lituània i tant Jogaila com Kęstutis van cercar l'oportunitat d'obtenir una treva. El 29 de setembre de 1379, es va signar una treva per deu anys a Trakai. Va ser l'últim tractat que Kęstutis i Jogaila van signar plegats. Al febrer de 1380, Jogaila, sense Kęstutis, va signar una treva amb l'Orde Livonià per protegir els seus dominis lituans i Pólotsk.
El 31 de maig de 1380, Jogaila i el Gran Mestre de l'Orde Teutònic Winrich von Kniprode van signar secretament el Tractat de Dovydiškės. Basant-se en els termes de l'acord, Jogaila va acordar no intervenir si els Cavallers Teutònics atacaven contra Kęstutis o els seus fills. Tanmateix, si havia de donar ajut per evitar les sospites, no suposaria una violació del tractat. Els motius per a la celebració del tractat no resulten clars. Alguns historiadors culpen Uliana, la mare de Jogaila, o al seu conseller Vaidila, d'altres parlen de diferències generacionals: Kęstutis tenia uns vuitanta anys i estava determinat a no acceptar el cristianisme mentre que Jogaila en tenia uns trenta i volia convertir i modernitzar el país. Existeixen d'altres teories que afirmen que el tractat estava dirigit de fet contra Andréi de Pólotsk i els seus aliats, el seu germà Dmitri de Briansk i el Gran Duc de Moscou, Dmitri Donskói. Jogaila hauria assegurat el seu front occidental, i s'havia aliat amb l'Horda d'Or contra el Gran Ducat de Moscou per a la batalla de Kulikovo.
Sense violar el tractat de Dovydiškės, els Cavallers Teutònics van saquejar el ducat de Trakai i Samogítia dues vegades. L'agost de 1381, el komtur d'Osterode va informar Kęstutis sobre el tractat secret. Aquest mateix mes Kęstutis es va aprofitar de la rebel·lió de Pólotsk contra Skirgaila. Jogaila era fora per sufocar la rebel·lió i amb la seva absència donava una bona oportunitat per capturar Vílnius, capital del Gran Ducat. Kęstutis va esdevenir Gran Duc i Jogaila va ser fet presoner en el seu camí de tornada a Vílnius. Jogaila li va jurar fidelitat a Kęstutis i va ser alliberat. Va rebre el seu patrimoni, Kreva i Vítsiebsk. Kęstutis va reprendre la guerra amb els Cavallers Teutònics: el seu exèrcit va saquejar Warmia i va intentar capturar Georgenburg (Jurbarkas).

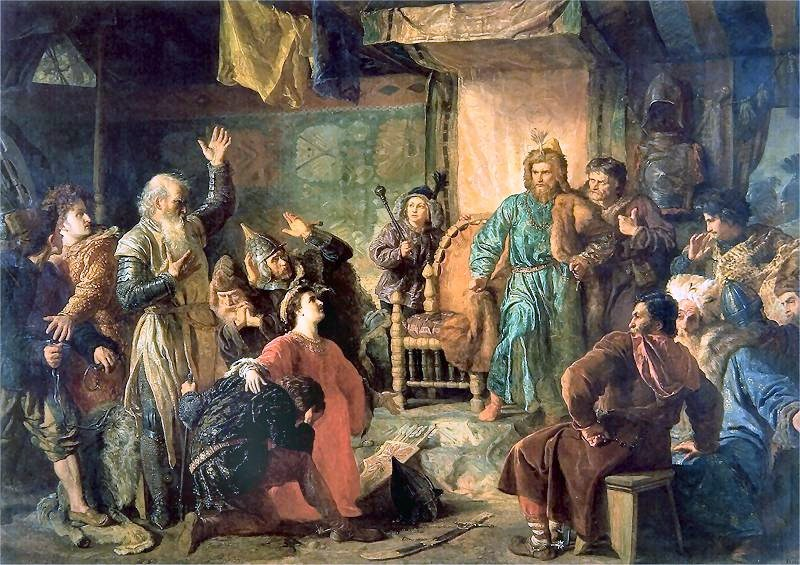
Vitautas y Kęstutis empresonats per Jogaila. Pintura de Wojciech erson.

El 12 de juny de 1382, mentre Kęstutis estava fora per lluitar contra Dmitri Korybut de Nóvhorod-Síverski i Vitautas era a Trakai, els ciutadans de Vílnius, encapçalats pel comerciant Hanul, li van obrir les portes de la ciutat a l'exèrcit de Jogaila. Els mercaders estaven descontents amb les polítiques de Kęstutis, ja que danyaven l'economia, especialment el comerç amb Livònia. Jogaila va recuperar el tron i es va aliar amb els Cavallers Teutònics. Mentrestant, Kęstutis reunia els seus partidaris a Samogítia, el seu fill Vitautas cercava soldats a Hrodna i el seu germà Liubartas reclutava al principat de Galítsia-Volínia. L'agost de 1382 es van trobar tots dos exèrcits, però la batalla mai no va tenir lloc, ja que tots dos bandóls van acordar negociar. Quan Kęstutis i Vitautas van arribar al campament de Jogaila, van ser arrestats i empresonats al Castell de Kreva. El seu exèrcit es va dispersar. El 15 d'agost, cinc dies després d'haver estat empresonats, Kęstutis va ser trobat mort per Skirgaila. Jogaila va proclamar que s'havia penjat, però pocs el van creure. Jogaila va organitzar un gran funeral pagà per Kęstutis: el seu cos va ser cremat amb cavalls, armes i d'altres tresors a Vílnius. Vitautas va aconseguir escapar i va continuar lluitant contra Jogaila fins que va ser proclamat duc el 1392.